# Grenier à sel (Pérouges)
Le grenier à sel est un bâtiment situé à Pérouges, en France.

## Localisation
Il est situé dans le département français de l'Ain, sur la commune de Pérouges.

## Historique
L'édifice est classé au titre des monuments historiques le 24 novembre 1921.